# Жарчинский, Фёдор Иванович
Фёдор Иванович Жарчинский (1913—1945) — советский военный. Участник Великой Отечественной войны. Герой Советского Союза (1945, посмертно). Гвардии старший лейтенант.

## Биография
Фёдор Иванович Жарчинский родился 1 июля (18 июня — по старому стилю) 1913 года в местечке Рашков Ольгопольского уезда Подольской губернии Российской империи (ныне село Каменского района Приднестровской Молдавской Республики) в крестьянской семье Ивана Максимовича и Феодосии Семёновны Жарчинских. Украинец. Образование 7 классов сельской школы. С пятого класса Фёдор Жарчинский преподавал в родном селе на курсах ликбеза, что определило его дальнейший выбор профессии. В 1931 году он окончил трёхмесячные педагогические курсы в городе Балте, после чего был назначен заведующим начальной школой в Рашково. Одновременно Фёдор Иванович учился на заочном отделении Балтского педагогического техникума. В 1934 году его перевели на должность директора семилетней школы в соседнее село Катериновка, но уже в следующем году Фёдор Иванович занял на пост директора Рашковской семилетней школы. В 1936 году в селе была организована первая в Каменском районе школа-десятилетка, и Ф. И. Жарчинский стал её директором. В школе Фёдор Иванович преподавал историю. Перед войной с отличием окончил Киевский педагогический институт.
В ряды Рабоче-крестьянской Красной Армии Ф. И. Жарчинский был призван Кировским райвоенкоматом города Киева Украинской ССР в июле 1941 года. Воевал на Юго-Западном фронте. Участвовал в боях под Житомиром, Киевом и Харьковом. 25 августа 1941 года Фёдор Иванович был ранен. После госпиталя его направили в Полтавское тракторное военное училище, находившееся в эвакуации в Пятигорске, которое позднее было преобразовано в танковое училище.
В августе 1942 года немецкие войска рвались на Кавказ. 9 августа 1942 года курсанты Полтавского танкового училища были брошены на защиту Пятигорска против 3-й танковой армии вермахта, но понеся тяжёлые потери, вынуждены были отступить к реке Подкумок. Во второй половине августа в составе 9-й армии Северной группы войск Закавказского фронта заместитель политрука учебной роты курсант Жарчинский участвовали в боях под городом Прохладный, на реках Малка и Баксан, у подножия Эльбруса. 29 августа он вывел из окружения группу своих сокурсников, а при переправе через реку Байсан спас утопающего командира роты. 4 сентября 1942 года оставшиеся в живых курсанты училища были выведены с передовой и эвакуированы в город Мары Туркменской ССР, где они завершили обучение.
После окончания танкового училища лейтенант Ф. И. Жарчинский в октябре 1943 года получил назначение в 51-й гвардейский танковый полк 10-й гвардейской механизированной бригады 5-го гвардейского механизированного корпуса 5-й гвардейской танковой армии Степного (с 20 октября 1943 года — 2-го Украинского) фронта и в должности командира танка Т-34 принимал участие в Пятихатской операции, в ходе которой уничтожил самоходную артиллерийскую установку, противотанковое орудие, 2 автомашины и до 300 солдат и офицеров противника. Зимой — весной 1944 года Фёдор Иванович участвовал в освобождении Правобережной Украины (Кировоградская, Корсунь-Шевченковская и Уманско-Ботошанская операции). 4 мая 1944 года 5-й механизированный корпус был выведен в резерв Ставки Верховного Главнокомандования и находился там до февраля 1945 года. Фёдор Иванович за это время стал старшим лейтенантом и был назначен на должность помощника начальника штаба 51-го гвардейского танкового полка по разведке.
В феврале 1945 года 5-й гвардейский механизированный корпус прибыл на 4-й Украинский фронт, где предполагалось его использование для прорыва сильно укреплённой линии немецкой обороны на рубеже Струмень — Живец — Яблунков — Липтовски-Микулаш. Однако планы командования изменились. Корпусу было предписано следовать в Верхнюю Силезию в район дислокации 7-го механизированного корпуса. За время передислокации старший лейтенант Ф. И. Жарчинский постоянно находился впереди корпуса и, действуя в разведке, на всём протяжении пути предоставлял командованию корпуса ценные сведения о расположении противника, его численности и вооружении. В районе города Леобшютц корпус натолкнулся на крупную группировку противника. Старший лейтенант Жарчинский лично отправился в тыл противника и выявил слабые участки в его обороне, что позволило корпусу выполнить боевую задачу. При ведении разведки Фёдор Иванович обнаружил также отходившую из города колонну немцев, которая была настигнута и разгромлена частями корпуса. В ходе Верхне-Силезской операции 5-й гвардейский механизированный корпус был передан 1-му Украинскому фронту и включён в состав 4-й гвардейской танковой армии.
Во время проведения Берлинской операции старший лейтенант Ф. И. Жарчинский с группой из 8 разведчиков находился впереди своего подразделения и неоднократно предоставлял командованию важные сведения о противнике, позволявшие эффективно решать поставленные перед корпусом боевые задачи. 21 апреля 1945 года группа Жарчинского обнаружила в городке Тройенбрицен концентрационный лагерь. Разведчики решили освободить узников и вступили в бой с охраной лагеря. В результате проведённой разведгруппой операции свободу получили 4500 военнопленных, среди которых оказался командующий вооруженными силами Норвегии генерал-майор Отто Рюге. Однако старший лейтенант Ф. И. Жарчинский, в этом бою лично уничтоживший 6 охранников и коменданта лагеря, был тяжело ранен и от полученных ран скончался.
27 июня 1945 года указом Президиума Верховного Совета СССР гвардии старшему лейтенанту Жарчинскому Фёдору Ивановичу было присвоено звание Героя Советского Союза посмертно. Похоронен Ф. И. Жарчинский в городе Тройенбрицен земли Бранденбург Федеративной Республики Германия.

## Награды
- Медаль «Золотая Звезда» (27.06.1945, посмертно);
- орден Ленина (27.06.1945, посмертно);
- орден Отечественной войны 2 степени (09.04.1945);
- орден Красной Звезды (08.12.1943);
- медаль «За отвагу» (17.12.1942).

## Память
- Бюст Героя Советского Союза Ф. И. Жарчинского установлен в селе Рашково Каменского района Приднестровской Молдавской Республики.
- Мемориальная доска установлена на здании школы в селе Рашково Каменского района Приднестровской Молдавской Республики[4].
- Имя Героя Советского Союза Ф. И. Жарчинского носит средняя школа в Рашково Каменского района Приднестровской Молдавской Республики. В школе существует музей Ф. И. Жарчинского.
- Именем Героя Советского Союза Ф. И. Жарчинского названа улица в посёлке городского типа Шпиков Тульчинского района Винницкой области Украины, там же установлена памятная доска.

## Документы
- Общедоступный электронный банк документов «Подвиг Народа в Великой Отечественной войне 1941—1945 гг.» Архивировано 13 марта 2012 года. № в базе данных 150011031. Архивировано 23 сентября 2012 года., 46806759. Архивировано 23 сентября 2012 года., 46807561. Архивировано 23 сентября 2012 года., 150349511. Архивировано 23 сентября 2012 года., 30923229. Архивировано 23 сентября 2012 года., 22650862. Архивировано 23 сентября 2012 года.
- Обобщенный банк данных «Мемориал». Архивировано 10 мая 2012 года. ЦАМО, ф. 33, оп. 11458, д. 792. Архивировано 23 сентября 2012 года., ЦАМО, ф. 33, оп. 11458, д. 661. Архивировано 23 сентября 2012 года.